# Dialetos coreanos
Vários dialetos coreanos são falados na Península Coreana. A península é extremamente montanhosa e o "território" de cada dialeto corresponde intimamente às fronteiras naturais entre as diferentes regiões geográficas da Coreia. A maioria dos dialetos tem o nome de uma das oito províncias tradicionais do país. Um é suficientemente distinto dos outros para ser considerado um idioma separado, o idioma Jeju.

## Áreas de dialeto
A Coreia é um país montanhoso, e essa pode ser a principal razão pela qual o coreano é dividido em vários pequenos dialetos locais. Uma análise estatística recente desses dialetos sugere que a estrutura hierárquica dentro desses dialetos é altamente incerta, o que significa que não há evidência quantitativa para apoiar uma relação semelhante a uma árvore genealógica entre eles.
Alguns pesquisadores classificam os dialetos coreanos em dialetos ocidentais e orientais. Comparados com o coreano médio, os dialetos ocidentais preservaram as vogais longas, enquanto os dialetos orientais preservaram os tons ou o acento tonal. O idioma Jeju e alguns dialetos norte-coreanos não fazem distinção entre comprimento ou tom da vogal.  Mas o dialeto do sudeste e o dialeto do nordeste podem não estar intimamente relacionados entre si genealogicamente.
Existem poucas demarcações claras, de modo que a classificação do dialeto é necessariamente arbitrária até certo ponto. Uma classificação comum, originalmente introduzida por Shinpei Ogura em 1944 e ajustada por autores posteriores, identifica seis áreas dialetais.

## Hamgyŏng (Nordeste)
É falado nas províncias de Hamgyong Norte, Hamgyong Sul e na província de Ryanggang, na Coreia do Norte, bem como em Jilin e Heilongjiang, no Nordeste da China, Rússia, Uzbequistão, e Cazaquistão, em comunidades formadas nestes países após à diáspora coreana. As características do Hamgyŏng incluem um acento tônico estreitamente alinhado ao utilizado no antigo Coreano Médio, palatalização extensa, metafonia, preservação das consoantes intervocais anteriores ao Coreano Médio, sufixos verbais distintos e uma regra sintática incomum na qual as partículas negativas intervêm entre o verbo auxiliar e o verbo principal.
No final do século XIX e início do século XX, em resposta às más colheitas e à anexação japonesa da Coreia, muitos coreanos, incluindo falantes do dialeto Hamgyŏng, migraram das partes norte da península coreana para o leste da Manchúria (agora Nordeste da China) e para o sul do Krai do Litoral, no Extremo Oriente Russo. Os descendentes desses imigrantes na Manchúria continuam a falar, ler e escrever variedades da língua coreana enquanto vivem na China. Além disso, na década de 1930, Stalin deportou à força toda a população coreana do Extremo Oriente Russo para a Ásia Central soviética, particularmente o Uzbequistão e o Cazaquistão.
Há pequenas comunidades coreanas espalhadas pela Ásia Central mantendo variações de coreano, conhecidas coletivamente como Koryo-mar, mas tais variações estão sob forte pressão dos idiomas locais e do coreano padrão de Seul. Atualmente, as formas mais conservadoras do dialeto Hamgyŏng são faladas nas comunidades coreanas da Ásia Central, considerando que a falta de vitalidade do idioma coreano ali colocou um fim à mudança natural do idioma. Dentre as comunidades onde o Hamgyŏng continua sendo amplamente falado, o dialeto falado em Jilin e em Heilongjiang é mais conservador do que o dialeto norte-coreano moderno, já que este último tem estado sob grande pressão do idioma padrão norte-coreano, imposto pelo Estado desde os anos 60.[carece de fontes?]

### Fonologia
Tal qual o dialeto Gyeongsang do sudeste, mas diferente de outros dialetos coreanos, o dialeto Hamgyŏng tem um sistema distinto de acento de tom alto-baixo usado para distinguir o que de outra forma seriam homófonos. Pares de mínimo de acento tônico não têm tom isolado, somente na presença de uma partícula ou cópula. Por exemplo, a palavra 배 (bae) - homófono no dialeto coreano padrão sem tom de Seul - pode significar tanto "pêra" quanto "barriga" em Hamgyŏng também, desde que a palavra exista isoladamente. Quando anexado ao marcador temático 는 (neun), "pêra" é falado como bae-neún, com um tom alto na segunda sílaba, enquanto a palavra "barriga" é pronunciada como báe-neun, com tom alto na primeira sílaba. Ao contrário dos tons no dialeto de Gyeongsang, os tons no dialeto de Hamgyŏng são reflexos regulares de tons do Coreano Médio do século XV. Os tons altos e os tons ascendentes do Coreano Médio se tornaram o tom alto Hamgyŏng, e o tom baixo do Coreano Médio se tornou o tom baixo no dialeto de Hamgyŏng.

### Gramática
Assim como todas as outras variações da língua coreana, partículas de casos gramaticais são ligadas aos substantivos.
A maioria das análises feitas do dialeto Hamgyong identifica três níveis de formalidade e deferência da fala para com o destinatário, que são marcados por sufixos de final de frase, como em outros dialetos coreanos. Alguns dos terminadores verbais mais distintos desse dialeto incluem "지비" (jibi), um sufixo casual que elicita confirmação ou concordância; o sufixo formal "우/수다" (u/usuda) e o sufixo de nível neutro "수다/슴메" (suda/seumme), sendo que ambos podem ser usados, dependendo da entonação, para estados declarativos, interrogativos e imperativos; e o sufixo propositivo de nível neutro ㅂ세 (~bse). Os sufixos de nível informal são idênticos aos sufixos coreanos.
Também há a partícula negativa no dialeto de Hamgyŏng, como 아이 (ai), "não" e 못 (mot) 'não poder', que aparecem entre o verbo principal e o auxiliar, ao contrário de outras variedades coreanas - exceto o dialeto Yukjin, também falado em Hamgyŏng - onde a partícula ou precede o verbo principal ou segue o auxiliar.
| Dialeto Hamgyong    | Dialeto padrão     |
| 먹어 아이 보았소    | 먹어 보지 않았어   |
| 술기도 넘어 못 가오 | 수레도 못 넘어가요 |

## Pyongan (Noroeste)
Falado em Pyongyang, na província de Pyongan, na de Chagang e na província de Liaoning, na China, é considerado uma das bases da linguagem padrão da Coreia do Norte.

### Pronúncia
Vogais: é utilizado um sistema de oito vogais: 아, 어, 오, 우, 으, 이, 에 e 애. O som de 어 é muito próximo do som de 오, quando comparamos com outros dialetos da língua coreana. 으 tem a pronúncia mais próxima de [i] do que de [ɨ] - 그렇다, por exemplo, é pronunciado como 기렇다. Entretanto, o oposto acontece quando é seguido de ㅅ, a palatalização que ocorre nos outros dialetos ao pronunciar 시 não ocorre no dialeto de Pyongan - 싫다, por exemplo, vira 슳다. Existem muitas características que diferenciam a pronúncia das palavras dos dialetos do sudoeste e os dialetos do interior, por exemplo. Além disso, 위, 왜, 워 e 와 são pronunciados de forma parecida com 야, 여, 요 e 유.
Palatalização: a consoante ㄷ e as consoantes ㄱ e ㅎ, quando na primeira sílaba, não são palatalizadas no dialeto de Pyongan - por exemplo, 뎡거댱 é pronunciada como [chyŏnggŏjyang] e 정거장, como [chŏgŏjang]. Palavras sino-coreanas iniciadas com ㄴ são pronunciadas com som de ㄹ.
Conjugação: raízes dos verbos irregulares com ㄷ, ㅂ e ㅅ utilizam ambas as formas. Por exemplo, verbo 듣다, ouvir, utiliza tanto a forma 드드니 quanto 들으니.

## Dialetos centrais
Normalmente dividido ao longo das fronteiras provinciais:

### Dialeto deGyeonggi
Também chamado de "dialeto de Seul", é falado na província de Gyeonggi, onde ficam as cidades de Seul e Incheon, bem como no sudeste da cidade de Kaesong e nas províncias de Kaepung e de Changpung, na Coreia do Norte, e também por falantes de coreano fora da Coreia. É a base da linguagem padrão para a Coreia do Sul, sendo cada vez mais usado em contextos on-line, levando a maioria dos jovens sul-coreanos a utilizar este dialeto, independentemente de sua região; é esperado que o uso dos canais de comunicação online leve a um maior uso do dialeto Gyeonggi, ao invés dos dialetos regionais distintos.

#### Pronúncia
As vogais 에 e 애 acabam sendo mescladas entre si, dentre os falantes mais jovens, e o tamanho da pronúncia da vogal não é diferenciado. Entre os falantes jovens da língua ou em contextos informais, as posposições 도, 로 e 고 muitas vezes acabam sendo pronunciadas como 두, 루, 구, e o 요, da conjugação verbal, muitas vezes é pronunciado como 여 na internet ou em situações informais. Além disso, os falantes desse dialeto costumam terminar frases interrogativas com 냐
Em uma pesquisa feita em 2013 por Kang Yoon-jung e Han Sung-woo, que comparou gravações de voz de falantes desse dialeto entre 1935 e 2005, foi concluído que, nos anos mais recentes, as consoantes básicas ㅂ, ㅈ, ㄷ e ㄱ, as consoantes aspiradas ㅍ, ㅊ, ㅌ e ㅋ e as consoantes tensionadas ㅃ, ㅉ, ㄸ e ㄲ estavam mudando de uma distinção por meio do tempo de início da voz para uma mudança de tom, sugerindo que o dialeto de Gyeonggi está passando por um processo de tonogênese. Kim Mi-Ryoung afirma que essas mudanças de som ainda mostram que existem variações entre diferentes falantes do dialeto e Cho Sung-hye, ao examinar 141 falantes deste dialeto, concluiu que essas mudanças de tom foram iniciadas com mulheres nascidas na década de 50 e afeta quase todos nascidos na década de 90. Entretanto, Choi Ji-youn, em uma pesquisa de 2020, discorda que esse processo de distinção das consoantes por meio do tempo de início da voz ocorra por conta de uma tonogênese, mas sim por conta de uma mudança condicionada prosódicamente.

#### Variações de sotaque
O sotaque de Seul pode ser dividido em três variações: conservativa, geral e modificada. A forma conservatida é geralmente utilizada por falantes que tenham nascido ou vivido em Seul antes da industrialização, nos anos 70. Para algumas pessoas, esse sotaque pode parecer com o sotaque norte-coreano. Gravações antigas de programas de televisão e de jornais podem ser exemplos desse sotaque.
A forma geral pode ser encontrada em falas de praticamente todos os âncoras de jornais nos dias atuais. Pode-se considerar que essa variação está entre a forma conservativa e a modificada. É frequentemente utilizada para gravações de áudio para provas de audição de língua coreana para estudantes do Ensino Médio e é considerada a forma padrão do sotaque sul-coreano. Tendo isso em vista, é considerado que âncoras de jornais e repórteres que falam e dominam essa variação para a profissão são considerados umas das pessoas mais gramaticalmente e linguisticamente precisas e eloquentes da Coreia do Sul.
Já a forma modificada é geralmente falada pelas gerações mais jovens e pessoas idosas de classe baixa na Área Metropolitana de Seul. Algumas pessoas de classes média e alta podem falar com este sotaque, devido à falta de políticas de educação "rígidas". Essa variação surgiu nos anos de 1990, e até mesmo alguns âncoras de jornal podem falar com algumas características desse sotaque hoje em dia, principalmente se estão apresentando programas de entretenimento. 
A característica mais marcante dessa variação de sotaque é que o tom sobe no final de uma frase, o que muitas vezes pode incomodar os falantes do dialeto de Gyeongsang. Este fenômeno de elevação do tom ocorre devido à influência de migrantes da região de Jeolla para Seul durante a industrialização.

### Dialeto deChungcheong
Falado na região da província de Chungcheong (Hoseo) da Coreia do Sul, incluindo a cidade metropolitana de Daejeon. Algumas partes da província de Chungcheong do Sul, incluindo Daejeon e Sejong, são classificadas como dialetos do sul, como os dialetos Jeolla e Gyeongsang.
O dialeto de Chungcheong pode ser dividido entre duas categorias: o dialeto de Chungcheong do Norte, notório pela sua similaridade com o que se fala na região de Gyeonggi, e o dialeto de Chungcheong do Sul, que é parecido com o dialeto de Jeolla. Esse dialeto é conhecido pela sua enunciação devagar, mudanças de vogais e gírias únicas. Entretanto, com a disseminação do coreano falado em Seul, muitos jovens na Província de Chungcheong, incluindo as cidades de Daejeon e Sejong, não usam ou usam muito pouco o dialeto original; a maioria dos jovens alterna entre a linguagem padrão e o dialeto, e em cidades mais próximas à Área Metropolitana de Seul, como Cheonan, o dialeto está à beira da extinção.
Atualmente, este dialeto é popularizado na mídia pelo chefe Baek Jong Won, que frequentemente faz uso deste dialeto e utiliza termos coloquiais do dialeto de Chungcheong.

#### Pronúncia
Vogais: similar ao dialeto de Jeolla, o dialeto de Chungcheong frequentemente transforma as vogais 야 em 여, 애 em 야, e 여 e 에 em 이. A linguista Do Suhee relata que o dialeto de Chungcheong passa por uma mudança vocálica que eleva as vogais para colocá-las mais na frente dentro da boca quando são faladas, resultando em mudanças como 아 virando 에 e 으 virando 이. Além disso, uma característica única do dialeto de Chungcheong é a mudança da vogal 요 para 유.
| Coreano padrão | Dialeto de Chungcheong |
| 맞아요         | 맞어유 ou 겨유         |
| 타세요         | 타슈 (타시유)          |
| 맛있죠?        | 맛있쥬?                |

Consoantes: a linguista Do Sunhee relatou também que o dialeto de Chungcheong aumenta a tensão das consoantes básicas ㄱ, ㄷ e ㅂ, transformando-as em ㄲ, ㄸ e ㅃ quando são a primeira consoante da palavra.

#### Gramática
Enquanto na linguagem padrão se utilizam as formas 니, 어 ou ㄴ 거야 em frases interrogativas, no dialeto de Chungcheong se utiliza ㄴ 겨
| Coreano padrão                 | Dialeto de Chungcheong |
| 가는 거야? / 가니? / 가?       | 가는 겨?               |
| 뭐하는 거야? / 뭐하니? / 뭐해? | 뭐하는 겨?             |
| 밥 먹었니? / 밥 먹었어?        | 밥 먹은 겨?            |

#### Frases distintas do dialeto de Chungcheong
A característica mais marcante e representativa desse dialeto é a mudança de 요 para 유. No caso de honoríficos padrões da língua, 요 pode se transformar em 유 ou 슈.
O dialeto de Chungcheong geralmente muda o padrão ~겠다 para ~것다 e faz uso de 근디 ao invés de 그런데. Além disso, os falantes desse dialeto também pronunciam ~이니까 como ~이니께. Tais características também podem ser encontradas na região de Gyeonggi do Sul, onde há uma certa influência do dialeto de Chungcheong.
No norte da província de Chungcheong, os falantes utilizam 그려 ao invés de 맞아 ou 그래, e no sul, também se utilizam 기여 ou 그려.

#### Subdivisões geográficas
Chungcheong do Norte: as cidades representativas dessa subdivisão do dialeto são Cheongju e Chungju. No caso de Chungcheong do Norte, a identidade local não é tão clara quanto no dialeto de Chungcheong do Sul, tendo em vista que essa região norte é mais próxima de outras regiões do que o sul, como a província de Gyeonggi, a província de Gangwon e a província de Gyeongsang. A parte norte da província de Chungcheong sofre influência do dialeto de Gyeonggi, e a parte nordeste sofre influências dos dialetos de Gangwon e de Gyeongsang. Na parte central do norte de Chungcheong, o dialeto sofre influência do dialeto do sul da província de Chungcheong, visto que a área está em contato com as cidades de Daejong e Sejong, e na parte sul da região norte de Chungcheong, o dialeto sofre influência dos dialetos do sul da província de Chungcheong, do dialeto de Jeolla e do dialeto de Gyeongsang.
Chungcheong do Sul: as cidades representativas dessa subdivisão do dialeto são Daejeon, Sejong e Cheonan. Podemos dividir essa região em quatro regiões de dialeto:
- Primeira região: áreas pertencentes a esta região de dialeto pertencem à província de Gyeonggi, como Pyeongtaek e Anseong, mas são adjacentes à província de Chungcheong do Sul, compartilhando, então, dialetos entre si.
- Segunda região: o dialeto desta região simboliza o dialeto da área adjacente à província de Gyeonggi, como as cidades de Cheonan e Asan.
- Terceira região: as áreas representativas desta região dialetal incluem Daejeon, Sejong e Gongju. Ao contrário da maioria das regiões do dialeto de Chungcheong, que são classificadas como dialeto central, esta região dialetal é classificada como dialeto do sul, como o dialeto de Jeolla e o dialeto de Gyeongsang.
- Quarta região: no caso desta região, também pode chamá-la de zona de dialeto Naepo, e ela inclui as regiões do noroeste da província de Chungcheong do Sul, que faz fronteira com o Mar Ocidental. Dentre as cidades representativas estão Yesan e Hongseong, onde está localizado o governo da província de Chungnam.

### Dialeto Yeongseo
Falado em Yeongseo, na região oeste da província de Gangwon, na Coreia do Sul, e na província de Kangwon, na Coreia do Norte, localizada ao oeste das montanhas Taebaek. O dialeto de Yeongseo é bastante diferente do dialeto Yeongdong, falado ao leste das montanhas na mesma província. Tem o vocabulário muito similar ao do dialeto de Gyeonggi, devido às interações históricas da população com pessoas da capital, mas com algumas diferenças na entonação.

### Dialeto Yeongdong
Falado em Yeongdong, na região leste da província de Gangwon, na Coreia do Sul e na província de Kangwon, na Coreia do Norte, a leste das montanhas Taebaek. O dialeto de Yeongdong é bastante distinto dos outros dialetos da língua coreana. Tal qual o dialeto de Hamgyong e o dialeto de Gyeongsang, ele também possui variações de tom; a variação de tom e a duração das vogais funcionam para distinguir o significado das palavras. Apesar disso, é considerado um dialeto de fala monótona. Muitas das vogais pronunciadas neste dialeto não são pertencentes às vogais padrões da língua coreana — tendo, inclusive, um fonema parecido ao do "r" do espanhol.

### Dialeto de Hwanghae
Falado nas províncias de Hwanghae do Sul e Hwanghae do Norte, na Coreia do Norte, assim como nas ilhas de Baengnyeongdo, Yeonpyeongdo e Daechongdo, territórios sul-coreanos. Comumente incluído entre os dialetos centrais, mas alguns pesquisadores argumentam que não cabe ali confortavelmente, devido, por exemplo, à quantidade de vogais presentes no dialeto. Enquanto os dialetos de Gyeonggi e Gangwon possuem 10 vogais, são observadas 9 vogais e 11 ditongos no dialeto de Hwanghae. Este dialeto também é marcante por ser o único dentre os dialetos centrais a não ter variação de tom e de quantidade vocálica usada para distinguir as palavras. Os dialetos centrais são geralmente agrupados entre os dialetos de Hwanghae, Gyeonggi, Gangwon (Yeongseo) e Chungcheong. No entanto, muitos consideram que apenas os dialetos Hwanghae, Gyeonggi e Gangwon (na variação de Yeongseo) estão incluídos no dialeto central, enquanto o dialeto Chungcheong é considerado um dialeto separado.

#### Pronúncia
No dialeto de Hwanghae, são encontradas nove vogais (아, 어, 오, 우, 으, 이, 에, 애 e 외). Tal qual no dialeto de Pyongan, os sons de 어 e 으 estão mais próximos de 오 e 우. Além disso, sons de 이 também acabam sendo pronunciados como 에 — 나비 soando como 나베 e 글피 soando como 글페, por exemplo. Também é possível notar uma diferença fonológica entre as áreas do norte, que sofrem influência do dialeto de Pyongan, e as áreas do sul, que sofrem influência do dialeto de Gyeonggi.

#### Gramática
Tal qual no dialeto de Pyongan e na variação falada na região noroeste da província de Gyeonggi, o sufixo ~겠 é pronunciado como ~갔 ou ~갓. Os sufixos utilizados pelos falantes são ~시다, ~쉬다, ~쉐다, e ~외다, e o sufixo para frases interrogativas, ~습니까, geralmente são trocados por 시꺄, ~시까, ~쉬꺄, ~시니꺄, ~오리꺄 e ~ㄹ납니꺄. Além disso, o sufixo respeitoso no presente ~세요 é trocado por ~시껴, o que também pode ser encontrado no contato de Ganghwa, na cidade de Incheon.

#### Vocabulário
O vocabulário é muito parecido com o do dialeto de Pyongan. A palavra 할아버지 pode ser falada como 하라바이, 하라뱜 ou 하나뱜. Já avó, ‘할머니, é trocada por 할마이, 할먐 ou 한냠. Pai, 아버지 vira 아바지 ou 아바이 e mãe, 어머니, vira 옴마이, 오마이 ou 어머이. Já algumas palavras características deste dialeto são, por exemplo, 고매하다 (equivalente a 감사합니다, 'obrigada'), 톰발리 (equivalente a 빨리, 'rápido'), 멱자귀 (equivalente a 개구리, 'sapo’), 찔게 (equivalente a 반찬, 'pratos de acompanhamento'), e 당추 (equivalente a 고추, 'pimenta').

## Gyeongsang (sudeste)
Falado na província de Gyeongsang[carece de fontes?] (Yeongnam) da Coreia do Sul, que inclui as cidades de Busan, Daegu e Ulsan. Existem aproximadamente 13 milhões de falantes. Esse dialeto é facilmente distinguido do dialeto de Seul porque seu tom é mais variado. Ao contrário do coreano padrão, a maioria das variantes dos dialetos Gyeongsang são tonais, o que o torna semelhante ao coreano medieval[carece de fontes?] (período na história da língua coreana em que existiu entre o antigo coreano e antes do período moderno dos anos 1600).
Os dialetos Gyeongsang variam. Um falante nativo consegue distinguir o dialeto de Daegu do dialeto falado na área de Busan-Ulsan, mesmo que a primeira cidade esteja a uma distância compreendida de 100 quilômetros entre as últimas duas. Em vista disso, as formas dialetais são relativamente semelhantes ao longo do meio do Rio Nakdong, mas são diferentes quando próximas das áreas de Busan e Ulsan, Jinju e Pohang, assim como ao longo das encostas orientais do Monte Jiri.

### Vogais
A maioria das variações do dialeto da área de Gyeongsang possui 6 vogais: ㅏ, ㅓ, ㅗ, ㅜ, ㅣ e ㅔ. Na maioria das áreas, as vogais ㅐ e ㅔ são combinadas entre si, assim como ㅡ e ㅓ. Os sons equivalentes a W e Y são geralmente omitidos após uma consoante, especialmente na região sul. Por exemplo, 쇠고기 (seogogi, 'carne de vaca') é pronunciado como 소고기 (sogogi) e 과자 (gwaja, 'confeitos’) é pronunciado como 까자 (kkaja). As vogais são anteriores quando a sílaba seguinte tem os sons de Y ou I, a menos que uma consoante coronal intervenha. Por exemplo, 어미 (eomi, 'mãe') é 에미 (emi) e 고기 (gogi, 'carne') é 게기 (gegi).

### Consoantes
Em Gyeongsang do Sul (especificamente, próximo à cidade de Namhae), as variações dialetais não possuem a consoante tensionada ㅆ. Assim, os falantes pronunciam 쌀 (ssal, 'arroz') como 살 (sal). Além disso, a palatalização é generalizada; os fonemas gy, gi, ki e ky são pronunciados como j e ch. Por exemplo, 귤 (gyul, 'tangerina') é pronunciada como 줄 (jul) e 기름 (gireum, 'óleo') é pronunciado como 지름 (jireum). Sons com hi são pronunciados com s; podemos observar isto, por exemplo, com a palavra 힘 (him, 'força'), que acaba sendo pronunciada como 심 (sim). Muitas palavras também possuem consoantes tensionadas cujo padrão é uma consoante tênue, e os fonemas z e β, que estavam presente no coreano medieval foram preservados como s e b - temos 새비 (saebi, 'camarão'), equivalente a 새우 na língua padrão e 가새 (gasae, 'tesoura') equivalente a 가위 na língua padrão.

### Tonalidade
Os dialetos são classificados como Gyeongsang do Norte ou Gyeongsang do Sul com base no acento do tom. No Gyeongsang do Norte tem tom alto, tom baixo (vogal curta) e tom alto (vogal longa), enquanto em Gyeongsang do Sul tem tom alto, médio e baixo. O acento agudo também desempenha um papel gramatical, por exemplo, distinguindo causativo e passivo. Em Gyeongsang do Norte, qualquer sílaba pode ter acento agudo na forma de um tom agudo, assim como as duas sílabas iniciais. Por exemplo, em palavras trissilábicas, existem quatro padrões de tons possíveis:
- 메누리[mé.nu.ɾi] ('nora')
- 어무이[ʌ.mú.i] ('mãe')
- 원어민[wʌ.nʌ.mín] ('falante nativo')
- 오래비[ó.ɾé.bi] ('irmão mais velho')

### Gramática
O dialeto de Gyeongsang mantém um traço do coreano medieval: a gramática do dialeto distingue entre uma pergunta de sim ou não e uma pergunta de quem/o quê/onde/quando/por que/como, enquanto o coreano moderno padrão não o faz. Com um nível de fala informal, por exemplo, as perguntas de sim ou não terminam com -아 e as outras perguntas terminam com -오 no dialeto de Gyeongsang, enquanto na fala padrão ambos os tipos de perguntas terminam ou em -니 ou em -어 sem uma diferença entre os tipos de perguntas. Por exemplo:
| dialeto de Gyeongsang | coreano padrão          |
| 밥 뭇나? / 밥 묵읏나? | 밥 먹었니? / 밥 먹었어? |
| 머 뭇노?              | 뭘 먹었니? / 뭘 먹었어? |

Além disso, o final com 오 também pode ser utilizado em perguntas retóricas, como na frase "이거 와 이래 맛있노?” (“이거 왜 이렇게 맛있어?", no coreano padrão). Esse fenômeno típico deste dialeto também pode ser encontrado em tag questions; ao invés de falarem "그렇지?", é utilizado "그쟈?".

## Jeolla (sudoeste)
É falado na região da província de Jeolla (Honam), na Coreia do Sul, incluindo a cidade de Gwangju. Considerado um dialeto não-padrão, acredita-se que o dialeto desta província exista desde a época do reino de Baekje. Os textos de Pansori são escritos utilizando o dialeto de Jeolla.

### Gramática
Ao invés das terminações verbais -습니다 (seumnida) ou -세요 (seyo), falantes da região sul da província de Jeolla utilizam as terminações -라우 (rau) ou -지라우 (jirau). Para verbos causativos, que são terminados em -니까 (nikka) na língua padrão, é utilizado a terminação verbal -응게 (eungke); a forma do verbo 하다 no passado, junto de -니까, 했으니까 (haesseunikka) vira 했승게 (haesseungke). Para estruturas verbais com função quotativa, as terminações verbais na língua padrão são -다고 (dago) e -라고 (rago), se utilizam -당게 (dangke) e -랑게 (rangke). Os falantes desse dialeto também costumam acrescentar -잉 (ing) no final das frases, principalmente ao pedir favores.

### Tons
Há dois padrões principais nos tons do dialeto de Jeolla do Sul: baixo-alto-baixo e alto-alto-baixo, e o uso de cada um é determinado pelo começo da frase; se tiver uma característica da laringe expandida ou apertada, o padrão alto-alto-baixo seria utilizado, enquanto o padrão baixo-alto-baixo é utilizado para todos os outros tipos de frase. Estas características do uso da laringe produzem consoantes aspiradas (marcadas no exemplo abaixo com um apóstrofo) e seu uso ao determinar padrões dos tons pode ser visto em onomatopeias.
반짝반짝 (banjjakbanjjak), uma onomatopeia que representa brilho, pode ser acentuada como:
- Baixo-alto-baixo: banjj'akbanjj'ak
- Alto-alto-baixo: b'anjj'akb'anjj'ak — aqui, representa um brilho mais forte do que no padrão baixo-alto-baixo.

Estudos concluíram que em Gwangju existem três padrões principais de tons:
- O primeiro é quando a entonação alta aparece apenas na primeira sílaba. Isso geralmente ocorre com uma vogal inicial longa, como, por exemplo, na palavra 한국 (hanguk), que segue este padrão de alto-baixo.
- O segundo padrão consiste em duas sílabas iniciais altas e ocorre em palavras com consoantes tensas e aspiradas, como 토끼 (tokki) e 딱따루기 (ddakddaguri).
- Já o terceiro padrão, alto-baixo, ocorre quando apenas a segunda sílaba tem um tom alto. É utilizado com todas as outras palavras, como, por exemplo, 가을 (gaeul) e 민들레 (mindeulle).

### Pronúncia

#### Transformações vocálicas
No dialeto de Jeolla frequentemente há uma tendência em pronunciar apenas a segunda vogal de um ditongo. Por exemplo, a terminação verbal 는데 (neunde) é pronunciada como 는디 (neundi) - visto que ㅔ surge da junção as vogais ㅓ e ㅣ. O nome da cidade de Gwangju (광주) acaba sendo pronunciado como Gangju (강주). Além disso, o verbo 없다 (eopda) é pronunciado de maneira bem parecida a 웂다 (upda).
Também é possível notar casos de metafonia em outras transformações vogais. O verbo para "ser pego/preso, 잡히다 (japhida) na língua padrão, é pronunciado como 잽히다 (jaephida) no dialeto de Jeolla, devido à presença da vogal ㅣ após ㅏ. Isso também ocorre em palavras como 토끼 (tokki, 'coelho') e 고기 (gogi, 'carne'), que acabam virando 퇴끼 (toekki) e 괴기 (goegi); o som de ㅗ muda para ㅚ devido à ㅣ que a sucede.

#### Vogais curtas e longas
No dialeto de Jeolla do Sul, diferentemente de muitos dialetos coreanos, existe uma distinção entre vogais curtas e vogais longas. Há uma certa "regra" para encurtamento de vogais — uma sílaba inicial é encurtada quando a palavra não é a primeira em uma composição. A palavra 사람 (saram), por exemplo, é pronunciada como saaram; entretanto, numa composição como 눈사람, por exemplo, ela é pronunciada como saram. Isso também ocorre se existe uma outra palavra antes dela, como, por exemplo, em 이 사람, ao invés de ser pronunciada como saaram, como se estivesse sozinha, é pronunciada como saram.
Vogais curtas também podem ser trocadas por vogais longas, causando um maior "arrastamento" que leva à uma ênfase das vogais no dialeto de Jeolla. A tendência é para sons de ㅣ serem pronunciados como ㅡ, como a palavra 거짓말 (geojitmal, 'mentira'), que acaba sendo pronunciada como 그짓말 (geujitmal). Além disso, ㅔ é pronunciado como ㅣ; podemos ver isto em palavras como 베개 (begae, 'travesseiro'), que é pronunciada como 비개 (bigae)

#### Subdivisões geográficas
Além das divisões de norte e sul, o dialeto de Jeolla também varia entre as divisões de oeste e leste. Variações da região leste são faladas em cidades como Muju, Jinan, Jangu, Imsil, Namwon e Sunchang, enquanto as variações da região oeste são faladas em Okgu, Iksan, Wanju, Gimje, Buan, Jeongeup e Gochang.

## Jeju (sudoeste)
Falado na Ilha de Jeju, na costa sudoeste da Coreia do Sul, às vezes é considerado uma língua coreana separada. É considerado um dialeto da língua coreana pelo Instituto Nacional da Língua Coreana, mas este dialeto não é mutualmente inteligível com os outros dialetos falados na Península Coreana, e muitas vezes acaba sendo considerado uma língua à parte. Possui muitos vocabulários que pertenciam ao coreano medieval e, apesar de o dialeto de Jeju ser uma variação aglutinativa, com sufixos, tal como os dialetos da península, existem partículas diferentes — para marcar casos em substantivos, por exemplo —, os verbos flexionam de acordo com tempo verbal, aspecto, humor, evidência, status social e formalidade.
Hoje em dia, muitos dos falantes nativos têm mais de setenta anos de idade. Os falantes mais jovens tendem a utilizar uma mistura do dialeto padrão com algumas palavras do dialeto de Jeju. É considerada uma língua criticamente ameaçada pela UNESCO, e esforços para sua a revitalização estão sendo feitos.

### Ortografia
Historicamente, o dialeto de Jeju não era uma linguagem escrita. Existem duas ortografias criadas recentemente que são utilizadas: uma criada em 1991 por pesquisadores da Associação de Pesquisa do Dialeto de Jeju e outra criada em pelo governo de Jeju em 2014. Apesar de ambas utilizarem o Hangul com o acréscimo de uma vogal do período do coreano medieval, ambas as ortografias diferem no sentido de que são baseadas em análises morfológicas diferentes da língua.

### Consoantes
O dialeto de Jeju possui as mesmas consoantes que o coreano padrão. Além disso, há um questionamento se o glótico fricativo vocalizado /ɦ/, ausente no coreano padrão, existe como um fonema em Jeju ou meramente como um alofone de /h/. Um estudo de 2000 feito com oito falantes nativos de Jeju conclui que "as consoantes dos dois idiomas parecem ser as mesmas em todos os aspectos, e a realização fonética de todas as consoantes (de Jeju) são as mesmas que as encontradas no coreano (de Seul)".
A alofonia no dialeto de Jeju envolve uma série de processos fonológicos também encontrados no coreano de Seul. Como no coreano padrão, o /l/ aparece como [ɾ] intervocalmente. Também como em coreano, as paradas não-tensas e as consoantes africadas expressam completamente os alofones em posição medial, todos os obstrutivos têm alofones não liberados na posição final, e os sílabos sibilantes finais aparecem como [t̚]. Se paradas não-tensas e consoantes africadas podem aparecer na posição final ainda é controverso. A análise morfológica necessária para a ortografia do governo os permite, enquanto a análise por trás da ortografia da Sociedade Jeju de Pesquisa Linguística os proíbe.

### Vogais
O dialeto de Jeju possui nove vogais: oito vogais iguais às do coreano padrão - ㅏ, ㅓ, ㅗ, ㅜ, ㅡ, ㅣ, ㅔ e ㅐ- e uma vogal que era utilizada no coreano medieval, mas que foi extinta no século dezoito, não existindo, portanto, no coreano padrão: ㆍ /ɒ/. A identidade dessa vogal é um tanto controversa, mas os falantes geralmente a pronunciam como [ɔ]; segundo o sistema de romanização de Yale, ela é romanizada como aw.

## Ryukchin (Yukchin)
É falado na região histórica de Yukchin, localizada na parte norte da província de Hamgyong do Norte, muito distante de Pyongan, mas tem mais em comum com os dialetos de Pyongan do que com os dialetos Hamgyŏng circundantes. Desde que foi isolado das principais mudanças da língua coreana, preservou características distintas do coreano medieval. É o único idioma coreano tonal conhecido.
O léxico Ryukchin básico é excepcionalmente arcaico, preservando muitas formas atestadas no coreano médio, mas desde então perdidas em outros dialetos. Notavelmente, nenhuma distinção é feita entre parentes maternos e paternos, ao contrário de outros dialetos coreanos (incluindo Jeju) que distinguem tios maternos, tias e avós de paternos. Isto pode refletir uma influência mais fraca das normas patriarcais promovidas pelo estado neoconfuciano de Joseon.
Há alguns empréstimos de Jurchen ou de seu descendente Manchu. Isto inclui a raíz verbal 가리우- (gariwoo, 'para criar um animal'), vindo da raíz verbal Manchu gari- 'para copular [para cães]' com o sufixo causal coreano -woo anexado. Palavras de empréstimo do Mandarim do Nordeste também são comuns. Entre os demais falantes nos estados pós-soviéticos, há muitos empréstimos e calques russos.

## O idioma padrão
Na Coreia do Sul, o coreano padrão (표준어 / 標準 語 / pyojun-eo) é definido pelo Instituto Nacional da Língua Coreana como "a língua moderna de Seul amplamente usada pelos cultos" (교양 있는 사람들 이 두루 쓰는 현대 서울 말). Na prática, ele tende a não incluir recursos encontrados exclusivamente em Seul.
Na Coreia do Norte, a proclamação de adoção declarou que o dialeto de Pyongan falado na capital, Pyongyang, e em seus arredores deveria ser a base para o idioma padrão da Coreia do Norte (Munhwaeo); no entanto, na prática, ele permanece "firmemente enraizado" no dialeto de Gyeonggi, que foi o padrão nacional por séculos.
Apesar das diferenças Norte e Sul na língua coreana, os dois padrões ainda são amplamente inteligíveis entre si. Uma característica notável dentro da divergência é a falta de anglicismos do Norte e outros empréstimos estrangeiros devido ao isolacionismo e à ideologia Juche — palavras coreanas puras ou inventadas são, então, usadas em substituição.

## Fora da península coreana
Koryo-mar (Autônimo: Корё мар / 고려말, Coreano padrão: 중앙 아시아 한국어), geralmente identificado como descendente do dialeto Hamgyŏng, é falado pelos Koryo-saram, coreanos étnicos nos estados pós-soviéticos da Rússia e da Ásia Central. Consiste em um vocabulário básico coreano, mas usa muitos empréstimos e calques do idioma russo. É principalmente baseado no dialeto de Hamgyong e Ryukchin, uma vez que os povos Koryo-saram são principalmente da parte norte da região de Hamgyong.
O idioma coreano Sakhalin (사할린 한국어), normalmente identificado como descendente do dialeto do sul, é falado pelo coreano Sakhalin. A língua coreana Zainichi (재 일어; 재일 조선어) é uma língua ou dialeto falado entre os coreanos no Japão, fortemente influenciado pelo japonês.
Língua coreana na China (중국 조선어), como discutido acima, é usado pelos coreanos como um dialeto quase idêntico ao de Hamgyŏng na Coreia do Norte, mas ainda existem algumas diferenças, já que o primeiro tem relativamente mais empréstimos do chinês moderno.